# Eclissi solare del 1º settembre 1951
L'eclissi solare del 1º settembre 1951 è un evento astronomico che ha avuto luogo il suddetto giorno attorno alle ore 12.51 UTC. 
L'eclissi, di tipo anulare, è stata visibile in alcune parti dell'Africa (Angola, Botswana, Congo, Costa d'Avorio, Ghana, Madagascar, Mauritania, Mozambico, Sahara Occidentale e Zimbabwe), del Sud America, del Nord America (Caraibi e Stati Uniti d'America) e dell'Europa.
L'eclissi è durata 2 minuti e 36 secondi.